# Силанус
Силанус (итал. Silanus, сард. Silanos) — коммуна в Италии, в регионе Сардиния, подчиняется административному центру Нуоро.
Население составляет 2394 человека, плотность населения — 49,83 чел./км². Занимает площадь 48,04 км². Почтовый индекс — 8017. Телефонный код — 0785.
Покровителем населённого пункта считается святой Антоний Великий. Праздник ежегодно отмечается 17 января.